# SNU-5
SNU-5（Seoul National University-5）是一種次四倍體的人類胃癌細胞系，最初在1987年分離自一名33歲亞洲女性低分化胃癌患者的轉移性腹水，而該患者先前接受過5-氟尿嘧啶、阿黴素和絲裂黴素-C等化學治療。SNU-5細胞的模態染色體數為87-88，而在大部分細胞中發現18條或以上的標記染色體。正常的N1不存在，而N5、N7、N10、N19和N20在大多數具有四個副本。至少檢測到一條正常的X染色體，但是沒有檢測到正常的Y染色體。SNU-5細胞對VIP受體及芳香族L-氨基酸脫羧酶呈陽性反應，但是對胃泌素受體呈陰性反應，並且表達表面糖蛋白、癌胚抗原和TAG-72。

## 研究用途
SNU-5細胞在无胸腺裸鼠中經常用作腹膜腔轉移（Peritoneal dissemination）模型，因為它具有很高的腹膜腔轉移潛力。同時亦曾有研究利用SNU-5細胞，發現冬凌草甲素（Oridonin）在抑制c-Met磷酸化和c-Met依賴性細胞增殖方面具有較強的抑制作用，並且下調包括磷酸化c-Raf、磷酸化Erk和磷酸化Akt的下游信號分子的表達。此外，冬凌草甲素在SNU-5皮下異種移植模型中，透過細胞減量方式，具有明顯的抗腫瘤活性，而它抗腫瘤活性的功效是呈劑量依賴性的，並且顯示出對c-Met磷酸化的強烈抑制作用。這些實驗結果表明，冬凌草甲素通過直接調控c-Met信號通路，在體內和體外對SNU-5細胞發揮抗腫瘤作用，其抗腫瘤作用主要是基於其抗增殖和抗血管生成作用。

## 外部連結
- Cellosaurus entry for SNU-5（页面存档备份，存于）